# Tadeusz Grochal
Tadeusz Grochal ps. Tadek Biały, (ur. 17 sierpnia 1919 w Uniejowie pow. Miechów, zm. 9 sierpnia 1993 w Zielonkach / Krakowa) – uczestnik kampanii wrześniowej, członek PPR, dowódca oddziału Gwardii Ludowej, a następnie oddziału Armii Ludowej.

## Biografia
Urodził się 17 sierpnia 1919 r. w Uniejowie w rodzinie chłopskiej. Ojciec był robotnikiem rolnym i kolejarzem. Rodziców stracił wcześnie. Jego i dwie siostry Marię i Zofię wychowywała babcia. W 1938 r. jako ochotnik wstąpił do wojska. Służbę pełnił w 27 pułku piechoty w Częstochowie i w 16 pułku piechoty w Tarnowie. Po zakończeniu kampanii wrześniowej w której brał udział, wrócił do domu. Pracował jako wyrobnik dworski u dziedzica w Pogwizdowie. W 1942 r. wstąpił do Polskiej Partii Robotniczej. Zajmował się kolportażem „Trybuny Wolności” i „Gwardzisty”.
Aby uniknąć aresztowania przez policję został skierowany do oddziału partyzanckiego Gwardii Ludowej.  
W dniu 13 lutego 1943 r. Dowódca Okręgu i równocześnie dowódca oddziału Jan Szwaja ps. Siekiera, ze względu na odniesione rany przekazał Tadeuszowi Grochalowi dowództwo nad oddziałem „Mnich”, a oddział przyjął nazwę „Młot” oraz imię Bartosza Głowackiego. Na przestrzeni 1943 r. wzrósł on liczebnie do 120 żołnierzy. Na terenie ziemi miechowskiej, pińczowskiej, włoszczowsko-olkuskiej aż do granic Generalnego Gubernatorstwa oddział im. Bartosza Głowackiego prowadzi działalność sabotażową. Większość urządzeń gminnych jest systematycznie niszczona. Niszczone są dokumenty, wykazy ludzi, kontyngenty, mleczarnie, punkty skupu mleka, gorzelnie. W wyniku wykazanej bojowości i talentu został członkiem Sztabu Okręgu  GL do spraw walki oddziałów partyzanckich, a zarazem dowódcą zgrupowań partyzanckich w okresie mobilizacji i powstawania nowych oddziałów partyzanckich w dzielnicy. Wchodzi zarazem w skład Sztabu Obwodu GL. 
W sierpniu 1943 roku popadł w konflikt ze Stanisławem Olczykiem ps. „Garbaty”, pojmał go i próbował rozstrzelać. Wówczas też zamordował częstochowskiego działacza PPR, Mariana Głąba ps. „Felek”. Nie poniósł konsekwencji za ten czyn. 
Jak podał Zbyszko Szymczyk, oddział Grochala znany był ludności cywilnej z pijaństwa, grabieży i dokonywania pospolitych morderstw, napadał także na magazyny AK i zwalczał podziemie niepodległościowe. Oddział Grochala napadł też na kilka majątków ziemskich, które odmówiły im aprowizacji. Partyzanci mieli w odwecie spalić zebrane w folwarkach stery zboża. Wroga postawa GL-owców miała też wynikać z rzekomego denuncjowania komunistów do niemieckiej żandarmerii przez rolników. 
W miejscowości Pradła dowodzony przez Tadeusza Grochala oddział GL 5 września 1943 r. dokonał ataku na warsztaty naprawcze sprzętu wojennego. W walce zginęło 3 Niemców. 
28 października 1943 roku Grochal i jego oddział rozpoczęli rabunek i napaści we wsi Karczowice, miejscowa ludność poprosiła o pomoc oddział AK, dowodzony przez por. Tadeusza Kozłowskiego ps. „Piotr”. Gdy członkowie GL spostrzegli, że zostali otoczeni, zaczęli się ostrzeliwać i uciekać. W wyniku wymiany ognia zginęło 12 członków oddziału Grochala. Oddział Grochala w późniejszym czasie, w zemście za atak pod Karczowicami, mordy indywidualne na członkach GL i rzekome denuncjowanie członków PPR do Gestapo, miał zabić czterech członków AK. 
Na przełomie 1944 r. Tadeusz Grochal został powołany przez Franciszka Księżarczyka na Zastępcę Dowódcy Obwodu do koordynowania walk partyzanckich na terenie Obwodu Krakowskiego. 
Po utworzeniu Armii Ludowej został dowódcą oddziału AL im. Bartosza Głowackiego. Jako członek Sztabu Okręgu AL i członek Sztabu Obwodu Tadeusz Grochal podejmuje ścisłą współpracę z oddziałami BCh, AK, GL-WRN i opracowuje wspólne akcje bojowe przeciwko okupantowi. Dowodząc oddziałem walczył w bitwie pod Gruszką i potyczce pod Chotczą, gdzie przebił się wraz z innymi oddziałami AL przez front wschodni przechodząc na stronę opanowaną przez Armię Czerwoną. W 1944 roku musiał też uczestniczyć w walkach z NSZ, które – według Niemców – zostały wszczęte przez narodowców. 
Po wojnie awansowany na podpułkownika. Spoczywa na cmentarzu Rakowickim w Krakowie (kw. XIIIa, część zach.).

## Odznaczenia
- Order Krzyża Grunwaldu III klasy - dwukrotnie 5 stycznia i 8 sierpnia 1945[13]
- Krzyż Srebrny Orderu Virtuti Militari
- Krzyż Walecznych
- Złoty Krzyż Zasługi
- Krzyż Partyzancki
- Medal Zwycięstwa i Wolności 1945

i inne

## Awanse
- kapral (przed wojną)[14]
- porucznik (1943/44)
- kapitan (1944)
- major (po wojnie)
- podpułkownik (po wojnie)